# Simba, le roi lion
Pour les articles homonymes, voir Le Roi lion (homonymie).
Simba, le roi lion (Simba re leone) est une série télévisée d'animation italienne en 52 épisodes de 25 minutes, créée par Orlando Corradi, produite par Mondo TV et diffusée à partir de 1995 sur Italia 1.
La série mélange les univers du Livre de la Jungle et du Roi Lion. On y trouve aussi Bimbo, un plagiat du personnage de Bambi.
Au Québec, elle a été diffusée à partir du 1er janvier 1996 à Super Écran, et en France à partir du 11 janvier 1997 sur France 2 dans La Planète de Donkey Kong.
Le dessin animé est aussi disponible en intégralité depuis le 26 janvier 2015 sur YouTube sur la chaine Cartoon Channel.
Cette série a obtenu un grand succès en Italie, entrainant une série dérivée consacrée au football intitulée Simba Junior to the World Cup et diffusée en Italie en 1997. Cette série de 26 épisodes consacrée au fils de Simba est inédite dans les pays francophones.

## Synopsis
À la suite de la mort de son père, Simba se doit de reprendre le trône afin de devenir le roi de la savane. Pour l'aider dans son périple, des fées lui confient le pouvoir de la Grande Ourse.  Notre jeune lionceau entouré de son fidèle ami Bimbo, jeune faon destiné à devenir le roi de la forêt, mais aussi de Bagherra, Baloo, Kaâ et bien d'autres, rencontrera de nombreux pièges du vil tigre Sher-Khan.

## Fiche technique
- Titre original : Simba re leone
- Titre français : Simba, le roi lion
- Titre anglais : Simba the King Lion
- Réalisation : Orlando Corradi, Kim Jun Ok
- Histoire : Orlando Corradi
- Scénario : Miguel Herberg, Loris Peota et Cecilia Castaldo
- Production : Mondo TV
- Distribution : Mondo TV
- Pays d'origine :  Italie
- Langue originale : italien
- Format : Couleurs
- Genre : Film d'animation, comédie, aventure

## Voix françaises
- Claudine Vigreux : Bimbo
- Josiane Gibert : La louve

## Épisodes
1. Simba, le roi lion (Simba, il re leone)
2. La faim (La fame)
3. Le sixième sens (Il sesto senso)
4. L'union fait la force (L'unione fa la forza)
5. Naufrage (Il naufragio)
6. La grande ourse de Simba (L'orsa maggiore)
7. Bimbo et Arbor (Bimbo e il re degli alberi)
8. La grande fête (La grande festa)
9. La métamorphose (Le farfalle)
10. Le monstre de la pluie (Il mostro della pioggia)
11. L'élixir d'invisibilité (Il filtro dell'invisibilita')
12. La balle (La partita di calcio)
13. Chiens rouges (I cani rossi)
14. Le roi des aigles (Il re delle aquile)
15. L'incendie (L'incendio)
16. Le cobra blanc (Il cobra bianco)
17. La tortue géante (La tartaruga gigante)
18. Les lunettes du hibou (Gli occhiali del gufo)
19. Le territoire du vieux lion (Il territorio del vecchio leone)
20. Les insecticides (Gli insetticidi.)
21. L'anaconda a changé de peau (L'anaconda cambia pelle)
22. La vallée chantante (La valle dei fiori)
23. La leçon de natation (La lezione di nuoto)
24. Un cours de survie (L'addestramento)
25. Expérience extraordinaire (Un'esperienza straordinaria)
26. Le poisson torpille (La torpedine)
27. La sagesse de Simba (La mediazione)
28. Le manteau magique (Il mantello rosso)
29. La vallée du temps oublié (La valle dimenticata)
30. Le petit éclair (Il piccolo lampo)
31. Le nil (Gli alleati di Simba)
32. Rattos II (Il potere dei topolini)
33. L'attaque (L'attacco)
34. Le duel (Il duello)
35. La trahison (Il tradimento)
36. Le chantage (Il ricatto)
37. Le guet-apens (L'agguato)
38. Coup de foudre (Colpo di fulmine)
39. Passage dangereux (Le trappole)
40. La rencontre (L'incontro)
41. L'usurpateur (L'usurpatore)
42. Le duel (Il terribile duello)
43. Les retrouvailles (L'incoronazione)
44. Le mariage (Le nozze di simba)
45. La séparation (Il ritorno)
46. Retour à la forêt noire (La foresta nera)
47. La fête de la jungle (La grande festa)
48. Le trésor de la caverne sacrée (Il tesoro della caverna)
49. Le cousin de Sher-Khan (Un nuovo pericolo)
50. Ruban bleu dans la forêt (Attacco alla foresta nera)
51. La prophétie (La profezia)
52. Le secret du médaillon (Il segreto del medaglione)